# 短尾仓鼠
短尾仓鼠（学名：Cricetulus eversmanni）为仓鼠科仓鼠属的动物。在中国大陆，分布于甘肃、内蒙古、新疆（东北部）等地，主要生活于荒漠、半荒漠。该物种的模式产地在哈萨克斯坦草原北部。

## 亚种
- 短尾仓鼠哈萨克亚种（学名：Cricetulus eversmanni beljawi），Argyropulo于1933年命名。在中国大陆，分布于新疆（古尔班通古特沙漠以西、以北）等地。该物种的模式产地在哈萨克斯坦斋桑盆地。[2]
- 短尾仓鼠蒙古亚种（学名：Cricetulus eversmanni curatus），Allen于1925年命名。在中国大陆，分布于甘肃、内蒙古（集二线以西）、新疆（古尔班沙漠以东）等地。该物种的模式产地在内蒙伊仁达巴苏。[3]